# Yach Film 2011
20. Festiwal Polskich Wideoklipów Yach Film 2011 – festiwal, który odbył się w daniach 7-10 września 2011 w gdańskiej Galerii "Atak Sztuki".
O nominację do nagród festiwalu ubiegało się ponad 200. teledysków, z których wybrano 25. Grand Prix festiwalu otrzymali Krzysztof Skonieczny i Marcin Starzecki za wideoklip "Nie ma cwaniaka na warszawiaka" Projektu Warszawiak, poza statuetką Yach Film twórcy otrzymali nagrodę pieniężną – 10 tys. zł, ufundowaną przez prezydenta Gdańska. 
W kategorii Innowacyjność w wideoklipie nagrodę otrzymali Marta Pruska, Filip Przybylski i Jacek Lachowicz za obraz "Biegnę" – Lachowicz and the Pigs. Nagrodę za Debiut realizatorski otrzymali Rafał Wojczal i Piotr Kaliński za produkcję "You" – Hatti Vatti feat. Cian Finn. Monika Brodka otrzymała nagrodę w kategorii Kreacja aktorska, za zrealizowany przez duet Kijek/Adamski wideoklip "W pięciu smakach". Za najlepszą animację uznano pracę Moniki Kuczynieckiej w teledysku "Zabawki" - Piotra "Bajzla" Piaseckiego.

## Grand Prix
| Laureat | Nominowani | Źródło      |
| --- | --- | ----------- |
| "Nie ma cwaniaka na warszawiaka" – Projekt Warszawiak – Realizacja: Krzysztof Skonieczny, Marcin Starzecki | "Montelansino" – Projekt Tróząb – Konrad Brodowski, Marcin Stelnik, Tomasz Jurgielewicz – Realizacja: Przemysław Reichel "Felek Zdankiewicz" – Projekt Warszawiak – Realizacja: Projekt Warszawiak "Słoik" – Habakuk – Realizacja: Urszula Morga; animacja: Bartosz Mikołajczyk "Solidarność / Z bandą" – Skorup – Realizacja: Drop Free | [ 3 ] [ 2 ] |

## Innowacyjność w wideoklipie
| Laureat                                                                                         | Nominowani | Źródło |
| ----------------------------------------------------------------------------------------------- | --- | ------ |
| "Biegnę" – Lachowicz and the Pigs – Realizacja: Marta Pruska, Filip Przybylski, Jacek Lachowicz | "I am" – Eldo – Realizacja: Bartek Łukasiuk, Patryk Grabarczyk "As Sure As Sunrise" – Newest Zealand – Realizacja: Julia Rogowska, Adam Porębowicz, Marek Dakowski, Sławek Niedochodowicz "Próba Live @ Duży Pokój" – Sistars – Realizacja: Florian Malak "Ego" – Lentoid – Realizacja: Piotr Pitold Maciejewski, Radek Wysocki | [ 2 ]  |

## Debiut realizatorski
| Laureat                                                                         | Nominowani | Źródło      |
| ------------------------------------------------------------------------------- | --- | ----------- |
| "You" – Hatti Vatti feat. Cian Finn – Realizacja: Rafał Wojczal, Piotr Kaliński | "Monkey, Monkey" – Slutocasters – Realizacja: Magdalena Chowańska, Kordian Kądziela "Miejsce" – NP – Realizacja: Anna Hatłas "Call Your Mamma" – D4D – Realizacja: Jakub Wesołowski; animacja: Jakub Wesołowski "Stand alone" – Lukttash – Realizacja: Anna Caban; Animacja: Anna Caban | [ 4 ] [ 2 ] |

## Kreacja aktorska
| Laureat                                                                                   | Nominowani | Źródło |
| ----------------------------------------------------------------------------------------- | --- | ------ |
| "W pięciu smakach" – Monika Brodka – Realizacja: Kijek/ Adamski, animacja: Kijek/ Adamski | "Love is Dangerous" – D4D – Realizacja: Antek Nykowski, Elżbieta Kowalska, animacja: Antek Nykowski "HEY-( SIC! ) Kuchnia Cover By CeZIK” – CeZIK – Realizacja: Cezary "CeZIK" Nowak "Montelansino" – Projekt Tróząb – Konrad Brodowski, Marcin Stelnik, Tomasz Jurgielewicz – Realizacja: Przemysłąw Reichel "Nie ma cwaniaka nad warszawiaka" – Projekt Warszawiak – Realizacja: Krzysztof Skonieczny, Marcin Starzecki | [ 2 ]  |

## Animacja
| Laureat                                                   | Nominowani | Źródło      |
| --------------------------------------------------------- | --- | ----------- |
| "Zabawki" – Bajzel – real. i animacja: Monika Kuczyniecka | "Inspiracje 2" – Vienio feat. Kosi – Realizacja: Bartłomiej Kalinowski, Wojciech Koss, Jurek Gruchot, Ignacy Ostrowski. Animacja: Bartłomiej Kalinowski, Wojciech Koss, Jurek Gruchot, Ignacy Ostrowski "Sponge" – Paristetris – Realizacja: Katarzyna Nalewajka, Paulina Szewczyk debiut: Katarzyna Nalewajka, Paulina Szewczyk animacja: Katarzyna Nalewajka, Paulina Szewczyk "Oczko" – Mikromusic – Realizacja: Eliza Płocieniak-Alvarez animacja: Eliza Płocieniak-Alvarez "Krzyżówka dnia" – Monika Brodka – Realizacja: Krzysztof Skonieczny animacja: różni artyści | [ 5 ] [ 2 ] |

## Mały Jaś
| Laureat                     | Źródło |
| --------------------------- | ------ |
| "Oh Girl" – Yellow Umbrella | [ 6 ]  |

## Drewniany Yach
| Laureat                        | Źródło |
| ------------------------------ | ------ |
| "Streets of Freedom" – Kuba Ka | [ 6 ]  |

## Bursztynowy Yach
| Laureat                        | Źródło |
| ------------------------------ | ------ |
| Willy Smax – za całość dorobku | [ 6 ]  |